# De verheerlijking van Maria (Geertgen tot Sint Jans)
De verheerlijking van Maria is een schilderij dat veelal wordt toegeschreven aan de schilder Geertgen tot Sint Jans. Hierover bestaat onder wetenschappers echter geen consensus. Het bevindt zich in de collectie van Museum Boijmans Van Beuningen in Rotterdam. Het schilderij moet ooit deel van een tweeluik geweest zijn - het andere paneel, dat zich in de collectie van de National Galleries of Scotland bevindt, stelt De kruisiging met de heiligen Hieronymus en Dominicus voor. 
Het schilderij verbeeldt de maagd Maria gezeten op een maansikkel, het symbool van de kuisheid. Ze verplettert de draak, symbool van het kwaad. Maria wordt omringd door passiewerktuigen en engelen. Onder haar voeten is een sophia-symbool, de maan, waaronder een draak, symbool voor de bedwongen Lucifer.
Het geheel is een verwijzing naar het Openbaring van Johannes 12:1: En daar werd een groot teken gezien aan de hemel, een vrouw bekleed met de zon, en de maan was onder haar voeten, en op haar hoofd een kroon van twaalf sterren.
Rondom Maria wordt muziek gemaakt: in de binnenste cirkel zijn engelen te zien, daaromheen wordt musica sacra gezongen blijkens de teksten, en weer daaromheen instrumentale musica humana. Opmerkelijk is met name de aanwezigheid van een klavecimbel-achtig instrument in de rechterbovenhoek van een schilderij van rond 1500.